# شورية راتينجية
شورية راتينجية (الاسم العلمي:Shorea resinosa) هي نوع غير مؤكد من النباتات تتبع جنس الشورية من فصيلة مجنحية الثمر.